# Русская (Украинские Карпаты)
Ру́сская — гора в Украинских Карпатах, в массиве Горганы. Расположена на границе Надворнянского района  Ивано-Франковской области и Раховского района Закарпатской области.
Высота 1650 метров.  Подножие и склоны горы покрыты лесами, выше — криволесье из сосны горной и каменные россыпи и осыпи. Северный склон очень крутой, южный полого переходит в короткую перемычку, которая соединяется с локальной вершиной (1649 м).
Гора Русская расположена на хребте Братковский, между вершинами Малая Братковская (северо-западнее) и Чёрная Клева (на восток).
На подъёме в направлении от Чёрной Клевы, недалеко от подножия, слева от тропы — источник.
Ближайшие населённые пункты: Чёрная Тиса, Быстрица.